# Lille Métropole - Museu d'Art Modern, d'Art Contemporani i d'Art Marginal
El Lille Métropole - Museu d'Art Modern, d'Art Contemporani i d'Art Marginal (LaM), conegut anteriorment com a Museu d'Art Modern de Villeneuve d'Ascq, és un Galeria d'art de Villeneuve-d'Ascq, França.
Amb més de 4.500 obres d'art sobre una zona d’exposicions de 4000 m², el LaM és l’únic museu d’Europa que presenta simultàniament els components principals de l’art dels segles XX i XXI: art modern, art contemporani i Art Brut. Els fons de LaM inclouen algunes obres mestres de Pablo Picasso, Amedeo Modigliani, Joan Miró, Georges Braque, Fernand Léger, Alexander Calder i la col·lecció d'art més gran de França. LaM també té una biblioteca i un ric parc d’escultures.
La col·lecció del museu ofereix una visió general de l’art modern i contemporani, que inclou dibuixos, pintura, escultura, fotografia, gravats, llibres il·lustrats i llibres d’artista i suports electrònics.

## Història
El Museu d'Art Modern de Villeneuve d'Ascq es va inaugurar el 1983 per allotjar la col·lecció d'art modern donada per Geneviève i Jean Masurel a la conurbació de Lilla. El 1999, les col·leccions es van enriquir amb una col·lecció d'art extern, gràcies a la donació feta per l’associació L’Aracine. El 2002, Manuelle Gautrand va ser la guanyadora d’un concurs per a la reestructuració i ampliació del museu. El museu va ser tancat el gener del 2006 per reestructuració. El 25 de setembre de 2010, el museu va tornar a obrir amb un nom nou, Lille Métropole Museum of Modern, Contemporary and Outsider Art (LaM).

## Arquitectura
El museu va ser construït per Roland Simounet el 1983 en un entorn verd. L'edifici està registrat a l’Inventaire supplémentaire des Monuments historiques francès l'any 2000.
Manuelle Gautrand va dissenyar una ampliació de 2700 m², la construcció dels quals va acabar el 2010.

## Obres d'art
- Alexander Calder, Guillotine pour huit (1962)
- Alexander Calder, Reims, Croix du Sud (1970)
- Jean-Gabriel Coignet, Synclinal (1990)
- Richard Deacon, Between Fiction and Fact (1992)
- Eugène Dodeigne, Groupe de 3 personnages, (1986)
- Jacques Lipchitz, Le Chant des Voyelles (1931–32)
- Pablo Picasso, Femme aux bras écartés (1962)
- Jean Roulland, Maternité, s.d  (19??)

### Al Parc
- Georges Braque, La Joueuse de mandoline (1917)
- Georges Braque, Le petit éclaireur (1913)
- Georges Braque, Les Usines de Rio Tinto à l’Estaque (1910)
- Georges Braque, Maisons et arbre (1907–1908)
- Bernard Buffet, La Lapidation (1948)
- André Derain, La danse II (~ 1906)
- André Derain, Le Parc des Carrières Saint-Denis (1909)
- Roger de La Fresnaye, Soldat fumant(1919)
- Wassily Kandinsky, Composition (1928)
- Paul Klee, 17 épices (1931)
- Paul Klee, Abendliche Figur
- Henri Laurens, Bouteille et verre (1919)
- Henri Laurens, Les instruments (1928)
- Fernand Léger, Femme au bouquet', (1924)
- Fernand Léger, Le Mécanicien (1918)
- Fernand Léger, Paysage (1914)
- Eugène Leroy, Silhouettes de femmes (~ 1950)
- Joan Miró Peinture (1933)
- Joan Miró, Peinture (1927)
- Joan Miró, Trois personnages sur fond noir (1934)
- Amedeo Modigliani, Nu assis à la chemise (1917)
- Amedeo Modigliani, Maternité (1919)
- Amedeo Modigliani, Moïse Kisling, (1916)
- Amedeo Modigliani, Petit garçon roux (1919)
- Amedeo Modigliani, Tête de femme (~ 1913)
- Pablo Picasso, Homme nu assis (1908–09)
- Pablo Picasso, Le Bock (1909)
- Pablo Picasso, Nature morte espagnole (Sol y sombra) (1912)
- Nicolas de Staël, Composition sur fond gris (1943)
- Maurice Utrillo, Rue de Saint-Louis-en-l’Isle (1918)
- Kees van Dongen, Femme lippue (1909)
- Arthur Van Hecke, Intérieur d’atelier (1954)
- Arthur Van Hecke, Portrait de Roger Dutilleul (1954)

### Al museu: Art Modern
- Lewis Baltz
- Christian Boltanski
- Daniel Buren, Cabane éclatée aux trois peaux (2000)
- Eugène Dodeigne, Personnage debout (1948)
- François Dufrêne, L’Opéra d’Aran (1965)
- Robert Filliou
- Barry Flanagan, The Boxing Ones (1985)
- Allan McCollum, Perfect vehicules (1988)
- Annette Messager, Faire des cartes de France (2000)
- Dennis Oppenheim
- Lille's artists group Qubo Gas, Paper moon (2009)
- Jean-Michel Sanejouand, Espace-peinture, 21.1.1985 (1985)
- Pierre Soulages, Peinture 222 X 175 cm (1983)
- Jacques Villeglé, DC Lille rue Littré (2000)

### Al museu: art contemporani
- Lewis Baltz
- Christian Boltanski
- Daniel Buren, Cabane éclatée aux trois peaux (2000)
- Eugène Dodeigne, Personnage debout (1948)
- François Dufrêne, L’Opéra d’Aran (1965)
- Robert Filliou
- Barry Flanagan, The Boxing Ones (1985)
- Allan McCollum, Perfect vehicules (1988)
- Annette Messager, Faire des cartes de France (2000)
- Dennis Oppenheim
- Lille's artists group Qubo Gas, Paper moon (2009)
- Jean-Michel Sanejouand, Espace-peinture, 21.1.1985 (1985)
- Pierre Soulages, Peinture 222 X 175 cm (1983)
- Jacques Villeglé, DC Lille rue Littré (2000)

### Al museu: art extern
- Aloïse Corbaz, sans titre (between 1918 and 1964)
- Aloïse Corbaz, Noël / Château de Blümenstein / Ange (~ 1940–1945)
- Fleury Joseph Crépin, Tableau merveilleux n° 35 (1948)
- Fleury Joseph Crépin, Tableau n° 282 (1945)
- Henry Darger, At Phelantonberg. They are pursued but rescued by the Christian soldiers (before 1973)
- Auguste Forestier, Personnage à profil d’aigle (1935–1949)
- Madge Gill, Sans titre, (1923–1932)
- Madge Gill, Sans titre (1954)
- Pascal-Désir Maisonneuve, La reine Victoria (~ 1927-28)
- Jules Leclercq
- Augustin Lesage, Composition décorative (1936)
- Augustin Lesage, L’Esprit de la pyramide (1926)
- Augustin Lesage, Les Mystères de l'Antique Égypte (1930)
- Guillaume Pujolle, L’Astronome (1946)
- André Robillard, Fusil U.S.A Fichter ARWK (1982)
- Willem Van Genk, Minsk-Moscva (1966–67)
- Adolf Wölfli
- Carlo Zinelli, Grande fiore verde e giallo, macchina e figure (1968)